# دلفینیدین-۳-او-(۶-پی-کوماروئیل)گلوکوزید
دلفینیدین-۳-او-(۶-پی-کوماروئیل)گلوکوزید (به انگلیسی: Delphinidin-3-O-(6-p-coumaroyl)glucoside) با فرمول شیمیایی C30H27O14+ یک ترکیب شیمیایی با شناسه پاب‌کم 12753 است. که جرم مولی آن ۶۱۱٫۵۲ گرم بر مول می‌باشد. 